# Chambers Dictionary
Pour les articles homonymes, voir Chambers.
Le Chambers Dictionary est un dictionnaire de référence pour la langue anglaise. Sa dixième édition a été publiée en 2006 par Chambers Harrap Publishers. La onzième date du 22 août 2008 et la douzième du 26 août 2011.
Ses deux auteurs et éditeurs d'origine étaient des Écossais, les frères William (1800-1883) et Robert Chambers (1802-1871), le second étant par ailleurs un célèbre naturaliste. Tous deux  avaient un doigt supplémentaire à chaque main. Ils vivaient à Peebles, une petite ville des Scottish Borders. À partir de 1901, le dictionnaire s'est intitulé Chambers's Twentieth Century Dictionary. Il se nomme aujourd'hui le Chambers Twenty-First Century Dictionary. 
La première édition compte 10 volumes et est publiée de 1860 à 1868), à Edimbourg. La deuxième édition, publiée en 520 fascicules hebdomadaires entre 1888 et 1892, forme un ensemble relié de dix volumes comptant environ 8 300 pages, 85 000 entrées et quelque 10 millions de mots. Elle a mobilisé 200 contributeurs. Cette édition compte de nombreuses données sur les États-Unis.
Le Chambers est le dictionnaire anglophone qui comporte le plus de mots en un seul volume. Il contient plus de termes dialectaux, archaïques ou inattendus que ses concurrents. Volontiers utilisé par les amateurs de mots croisés ou de Scrabble, il est connu pour proposer, de-ci de-là, quelques définitions humoristiques. Un « éclair », selon le Chambers, est une « pâtisserie de forme longue mais de courte durée », tandis que l'« âge moyen » se situe « entre la jeunesse et la vieillesse ; variable en fonction de la personne qui en fait l'estimation ». On suppose que ces définitions, à l'origine, furent introduites par des lexicographes facétieux. À un moment donné, elles furent supprimées par l'éditeur ; l'éclair devint une « pâtisserie de forme longue, constituée de pâte à chou fourrée à la crème et couverte d'un glaçage au chocolat ou au café » ; puis on les rétablit, à titre d'attraction.